# Santa Maria Immacolata a Grottarossa
Santa Maria Immacolata a Grottarossa är en kyrkobyggnad och titelkyrka i Rom, helgad åt Jungfru Maria och särskilt åt hennes Obefläckade Avlelse. Kyrkan är belägen vid Via Flaminia i området Grottarossa i norra Rom och tillhör församlingen Santa Maria Immacolata a Grottarossa.
Kyrkan är belägen vid den antika orten Saxa Rubra (av latinets saxum, ”klippa”, ”klipphåla”, och ruber, ”röd”), på italienska Grottarossa. Vid denna plats möttes Konstantin den store och Maxentius före slaget vid Pons Mulvius år 312 e.Kr.

## Historia
Kyrkan uppfördes år 1935 och konsekrerades två år senare. Fasaden har en liten portik samt tre rundbågefönster. Interiören är treskeppig; de tre skeppen avdelas av kolonner. I absiden hänger ett krucifix.

## Titelkyrka
Kyrkan stiftades som titelkyrka med namnet Immacolata Concezione di Maria a Grottarossa av påve Johannes Paulus II år 1985.
Kardinalpräster
- Henryk Roman Gulbinowicz: 1985–2020
- Wilton Daniel Gregory: 2020–